# Guido Messina
Guido Messina   (Monreale, 4 de gener de 1931 - Torí i Caselette, 10 de gener de 2020) va ser un ciclista italià que fou professional entre 1954 i 1962. Especialista en persecució, aconseguí tres campionats del món i tres d'Itàlia de l'especialitat. En carretera destaca una victòria d'etapa al Giro d'Itàlia.
Abans de fer el salt al professionalisme va prendre part en els Jocs Olímpics de Hèlsinki de 1952, en què va guanyar la medalla d'or en la prova de persecució per equips, formant equip amb Loris Campana, Mino de Rossi i Marino Morettini.

## Palmarès
- 1948
  -  Campió del món de persecució amateur
- 1952
  -  Medalla d'or als Jocs Olímpics de Hèlsinki en persecució per equips
  -  Medalla de plata als Jocs Olímpics de Hèlsinki en quilòmetre contrarellotge
- 1953
  -  Campió del món de persecució amateur
- 1954
  -  Campió del món de persecució
  -  Campió d'Itàlia de persecució
- 1955
  -  Campió del món de persecució
  -  Campió d'Itàlia de persecució
  - 1r al km del Corso Mestre
  - 1r a Nuoro
  - Vencedor d'una etapa al Giro d'Itàlia
- 1956
  -  Campió del món de persecució
  -  Campió d'Itàlia de persecució
  -  Campió d'Itàlia d'omnium
  - Vencedor d'una etapa de la Roma-Nàpols-Roma
- 1960
  - Vencedor d'una etapa de la Roma-Nàpols-Roma

### Resultats al Giro d'Itàlia
- 1955. 47è de la classificació general. Vencedor d'una etapa. Porta la maglia rosa durant una etapa